# Grójec (gemeente)
De gemeente Grójec is een stad- en landgemeente in het Poolse woiwodschap Mazovië, in powiat Grójecki.
De zetel van de gemeente is in Grójec.
Op 30 juni 2004 telde de gemeente 22 979 inwoners.

## Oppervlakte gegevens
In 2002 bedroeg de totale oppervlakte van gemeente Grójec 120,64 km², waarvan:
- agrarisch gebied: 77%
- bossen: 11%

De gemeente beslaat 8,72% van de totale oppervlakte van de powiat.

## Demografie
Stand op 30 juni 2004:
| Omschrijving                   | Totaal | Totaal | Vrouwen | Vrouwen | Mannen | Mannen |
| ------------------------------ | ------ | ------ | ------- | ------- | ------ | ------ |
| eenheid                        | aantal | %      | aantal  | %       | aantal | %      |
| inwoners                       | 22 979 | 100    | 11 861  | 51,6    | 11 118 | 48,4   |
| bevolkingsdichtheid (inw./km²) | 190,5  | 190,5  | 98,3    | 98,3    | 92,2   | 92,2   |

In 2002 bedroeg het gemiddelde inkomen per inwoner 1564,84 zł.

## Administratieve plaatsen (sołectwo)
Bikówek, Częstoniew (sołectwa: Częstoniew A en Częstoniew B), Dębie, Duży Dół, Falęcin, Głuchów, Grudzkowola, Gościeńczyce, Janówek, Kępina, Kobylin, Kociszew, Kośmin, Krobów, Las Lesznowolski, Lesznowola, Lisówek, Maciejowice, Marianów, Mieczysławówka, Mięsy, Mirowice (sołectwa: Mirowice-Parcela en Mirowice-Wieś), Pabierowice, Piekiełko, Podole, Skurów, Słomczyn, Szczęsna, Uleniec, Wola Krobowska, Wola Worowska, Worów, Wólka Turowska, Zakrzewska Wola, Zalesie, Załącze, Żyrówek.

## Aangrenzende gemeenten
Belsk Duży, Chynów, Jasieniec, Pniewy, Prażmów, Tarczyn